# Familia Ponzoni
La familia Ponzoni fue familia ilustre de Cremona, ciudad antigua y considerable de Italia, en el ducado de Milán, que dirigió el partido de los gibelinos en la citada ciudad y era contraria a la familia Cavalcabo, jefes del partido güelfo, y se llamaron güelfos y gibelinos a dos facciones enemigas la una de la otra, quienes principiaron en 1154 (otros autores dicen en 1240), defendiendo los güelfos el partido de los Papas, mientras que los gibelinos, se hacían por lo común del bando de los emperadores.

## Soberanos de Cremona
Los Ponzoni llegaron dos distintas veces soberanos de Cremona:
- En 1318, Ponzoni deterró de Cremona al marqués de Cavalcabo, Giacopo Cavalcabo, marqués de Viadana, de una familia, los Cavalcabo, que había formado a veces de los "Señores de Cremona", perdiendo su poder durante las guerras entre güelfos y gibelinos, y empezaron los Ponzoni a ejercer la soberanía sobre la ciudad citada, ya en su propio nombre ya en el de los príncipes de la Casa de Visconti, que eran sus aliados.
- En 1331, tomó el título de lugarteniente del rey Juan de Bohemia (Juan de Lugenburgo, llamado el "rey ciego", rey de Bohemia), hijo del emperador Enrique VII del Sacro Imperio Romano Germánico, nombrado vicario del imperio de Italia, donde hizo asombrosas conquistas, cediendo posteriormente a las propuestas del Papa que ofrecía reconocerlo como rey de Italia a este rey aventurero; no por esto se desprendió de ninguna de las prerrogativas de su poder absoluto. La ruina de Juan de Bohemia , menos dichoso a partir de 1335, ya contra los polacos, ya contra el emperador, habiendo ido a dar socorro a Felipe de Valois, entregando Ponzoni Cremona a Azzone Visconti, hijo de Galeazo Visconti y Beatriz de Este, quien también rindió Bergamo, Como, Lodi, Creme, Plasencia y Brescia.

## Juan Ponzoni
Desde entonces quedó sometida Cremona a los señores de Milán, los cuales amendrentados del poder de los Ponzoni, los tuvieron desterrados de su patria, pero al cabo de 70 años, durante la minoría de edad de los dos últimos Visconti, Giovanni Maria y Filippo, ya que Galeazzo dividió sus estados entre los citados hijos, volvieron a recuperar la autoridad que habían perdido.
Juan Ponzoni, jefe de la familia, entró en Cremona en 30 de mayo, al frente de sus partisanos, desterró a los partidarios de los Visconti, y dio libertad a los prisioneros, entre ellos a Ugolino Cavalcabo, jefe de la facción que por tanto tiempo había rivalizado con la suya, la familia Cavalcabo.

## Final de los Ponzoni
Poco tardó Juan Ponzoni en arrepentirse de su generosidad, pues por el mes de julio, Cavalcabo, sacó a los gibelinos de Cremona, y aseguran que hizo envenenar a Juan Ponzoni, su libertador.

## Otros Ponzoni
- Frederik Ponzoni.- Frederik fue secretario del papa Alejandro VI y dejó obras teológicas.
- Jacques Ponzoni.- Jacques fue secretario del duque de Milán, dio un tratado "De memoria locale" y falleció en 1542.